# Nîjnii Tokmak, Cernihivka
Nîjnii Tokmak (în ucraineană Нижній Токмак) este un sat în comuna Verhnii Tokmak din raionul Cernihivka, regiunea Zaporijjea, Ucraina.

## Demografie
Componența lingvistică a localității Nîjnii Tokmak
     Ucraineană (91,26%)
     Română (2,91%)
Conform recensământului din 2001, majoritatea populației localității Nîjnii Tokmak era vorbitoare de ucraineană (91,26%), existând în minoritate și vorbitori de română (2,91%).